# K.d. lang
k.d. lang, właśc. Kathryn Dawn Lang (ur. 2 listopada 1961 w Consort, w prowincji Alberta) – kanadyjska piosenkarka, autorka muzyki i tekstów.

## Życiorys
Urodziła i wychowała się w małym miasteczku na prerii, Consort, w prowincji Alberta. 
Zaczynała jako piosenkarka country (nagrywała razem z zespołem The Reclines). Jej styl i głos były często porównywane do legendarnej amerykańskiej piosenkarki country Patsy Cline. W dalszej swojej karierze zwróciła się w kierunku ambitnej muzyki pop na albumach Ingénue (płyta zawiera jeden z jej najbardziej znanych utworów Constant Craving) oraz All You Can Eat. Album Watershed (2008) jest pierwszym od 2000 roku albumem z jej własnymi kompozycjami. Z okazji 25-lecia pracy artystycznej została wydana płyta Recollection z podsumowaniem jej dorobku artystycznego. Album ukazał się w dwóch wersjach: 2CD i limitowanej 3CD.
Podczas ceremonii otwarcia Zimowych Igrzysk Olimpijskich 2010 w Vancouver lang wykonała utwór "Hallelujah" Leonarda Cohena.

## Życie prywatne
k.d. lang jest lesbijką. Pierwszy raz wspomniała o tym publicznie w wywiadzie udzielonym dla magazynu The Advocate w 1992 roku. Od tej pory działa na rzecz praw osób LGBT. Swego czasu związana była m.in. z aktorką i piosenkarką Leishią Hailey.

## Single na „Liście przebojów Trójki”
| Rok  | Tytuł                    | Najwyższa pozycja | liczba tygodni |
| ---- | ------------------------ | ----------------- | -------------- |
| 1992 | Constant Craving         | 13                | 16             |
| 1992 | Miss Chatelaine          | 26                | 15             |
| 1993 | The Mind of Love         | 36                | 6              |
| 1993 | Teardrops (& Elton John) | 47                | 1              |
| 1994 | Just Keep Me Moving      | 26                | 12             |
| 1994 | Lifted By Love           | 32                | 8              |
| 1995 | If I Were You            | 39                | 5              |
| 2007 | I Dream of Spring        | 35                | 1              |

## Dyskografia
- A Truly Western Experience (1984)
- Angel with a Lariat (1987)
- Shadowland (1988)
- Absolute Torch and Twang (1989)
- Ingénue (1992)
- Even Cowgirls Get the Blues (1993) - soundtrack
- All You Can Eat (1995)
- Drag (1997)
- Invincible Summer (2000)
- Live by Request (2001)
- What a Wonderful World (2002) - duet z Tonym Bennettem
- Hymns of the 49th Parallel (2004) - covery kanadyjskich artystów, m.in. Leonarda Cohena
- Reintarnation (2006) - kompilacja
- Watershed (2008)
- Recollection (2010)
- Hallelujah (2010)
- Sing It Loud (2011)